# Carrer Pahissa (Sant Cugat del Vallès)
El Carrer Pahissa és un carrer del municipi de Sant Cugat del Vallès (Vallès Occidental). Conté algunes obres incloses en l'Inventari del Patrimoni Arquitectònic de Catalunya.

## Número 4
L'edifici al número 4 del carrer Pahissa és una obra inventariada. És una torre d'estiueig que té una estructura cúbica i consta de planta baixa i d'un pis. Decoració amb elements de repertori clàssic : balustrades, cornises... Manté un esquema de composició simètric dels elements a les façanes. Els murs són arrebossats i als angulars s'ha fet imitant la pedra. Per la seva estructura i composició guarda relació amb altres construccions de Sant Cugat realitzades a la mateixa època.

## Número 20

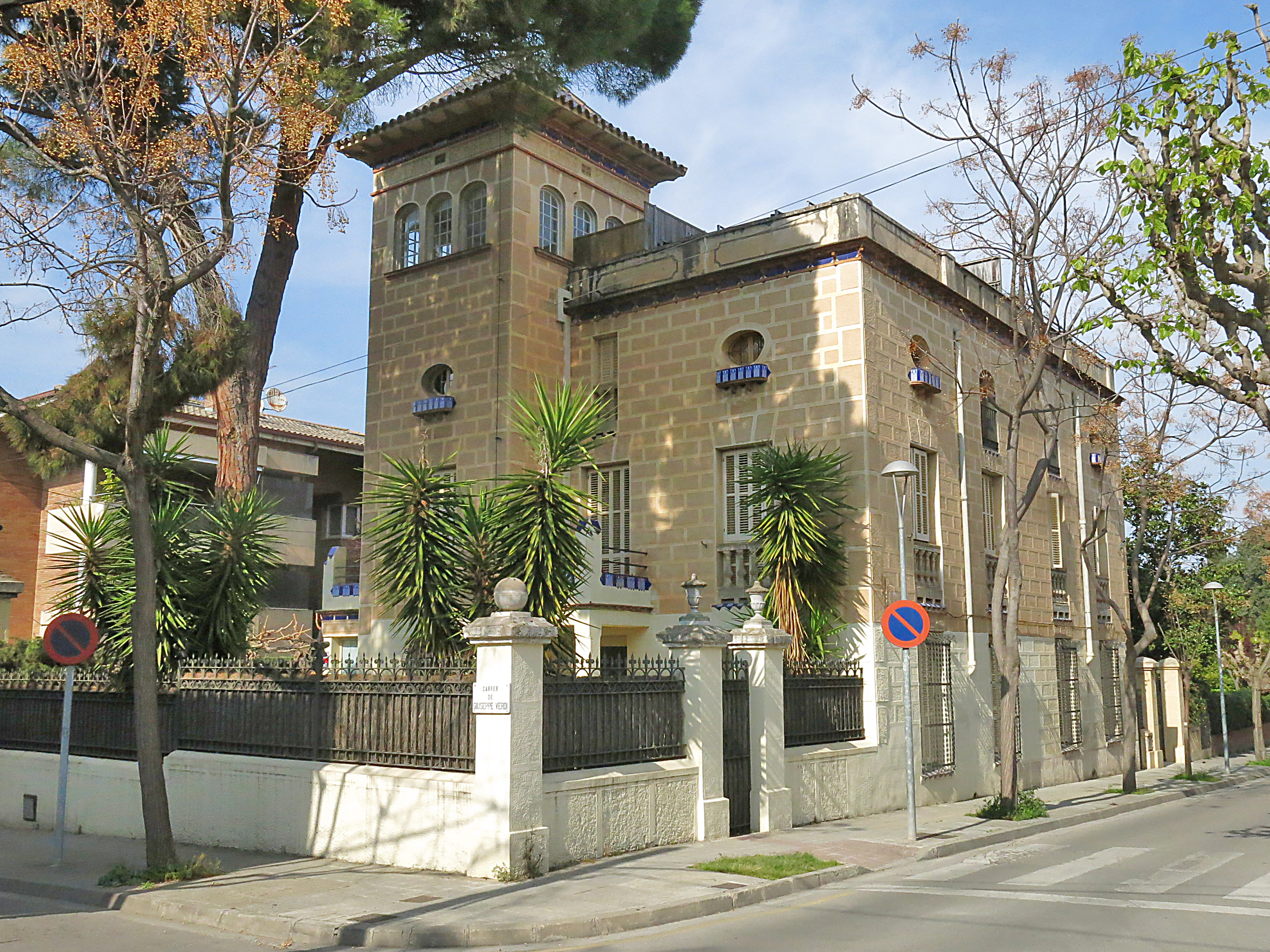
Número 20 del carrer Pahissa

L'edifici del número 20 del carrer Pahissa és una obra inventariada. És una torre d'estiueig amb influències modernistes en la decoració. Cal destacar la seva estructura simètrica en la composició i l'estructuració dels elements: dues torratxes s'alcen per damunt de la façana adossada a les façanes laterals i obertes a l'exterior per una galeria. Té la teulada a quatre vessants i amb ràfec sostingut per mènsules. Les façanes són arrebossades amb aplacat de pedra i en elles alternen les obertures de diferents mides. Decoració amb balustrada i rajoles de ceràmica.